# Jillian Michaelsová
Jillian Michaelsová (* 18. února 1974 Los Angeles) je americká osobní trenérka, podnikatelka, autorka několika knih a televizní osobnost z Los Angeles v Kalifornii. Michaelsová je známá i pro účast v soutěži The Biggest Loser, pořad Losing It With Jillian a vystupování v talk show The Doctors.

## Dětství a mládí
Narodila se v Los Angeles v Kalifornii a vyrůstala v Santa Monice. Navštěvovala Kalifornskou státní univerzitu v Norhridge, přičemž pracovala jako barmanka a později jako osobní trenérka. V roce 2002 otevřela léčebné zařízení Sky Sport & Spa v Beverly Hills.

## Kariéra
Jako osobní trenérka využívá spojení kickboxu, jógy, pilates, plyometrického tréninku a posilování s činkami. Od roku 1993 je držitelkou dvou certifikátů od National Exercise & Sports Trainers Association (NESTA) a The Aerobics and Fitness Association of America (AFAA). Mimo to je držitelkou certifikátu Kettlebell Concepts. Michaelsová také vytvořila pokračovací vzdělávací sérii pro trenéry s AFAA a vlastní Nutrition and wellness consultant certifikát spolu s American Fitness Professionals and Associates (AFPA).